# Essai sur l'entendement humain
Ne doit pas être confondu avec Enquête sur l'entendement humain.
L’Essai sur l’entendement humain (en anglais : An Essay Concerning Human Understanding) est une œuvre philosophique du philosophe empiriste anglais John Locke, publiée le 4 décembre 1689, bien qu'il fût daté de 1690 .
L’Essai sur l’entendement humain traite des fondements de la connaissance et de l’entendement humain. Il décrit l’esprit à la naissance comme une table rase ensuite remplie par l’expérience. Constituant l’une des principales sources de l’empirisme en philosophie moderne, l’Essai a influencé beaucoup de philosophes des Lumières, tels que Hume et Berkeley.
Le nombre des éditions (1690, 1694, 1695, 1700, 1706) témoigne du succès immédiat de cette œuvre qui sera traduite en français dès 1700 et rééditée en 1729.

## Plan de l'ouvrage[3]
Avant-propos : Dessein de l'auteur dans cet ouvrage
Livre premier : Des notions innées
1. Qu'il n'y a point de principes innés dans l'esprit de l'homme
2. Qu'il n'y a point de principes de pratique qui soient innés
3. Autres considérations touchant les principes innés, tant ceux qui regardent la spéculation que ceux qui appartiennent à la pratique

Livre second : Des idées
1. Où l'on traite des idées en général, et de leur origine ; et où l'on examine par occasion, si l'âme de l'homme pense toujours
2. Des idées simples
3. Des idées qui nous viennent par un seul sens
4. De la solidité
5. Des idées simples qui nous viennent par divers sens
6. Des idées simples qui nous viennent par réflexion
7. Des idées simples qui viennent par sensation et par réflexion
8. Autres considérations sur les idées simples
9. De la perception
10. De la rétention
11. De la faculté de distinguer les idées, et de quelques autres opérations de l'esprit
12. Des idées complexes
13. Des modes simples ; et premièrement, de ceux de l'espace
14. De la durée, et de ses modes simples
15. De la durée et de l'expansion, considérées ensemble
16. Du nombre
17. De l'infinité
18. De quelques autres modes simples
19. Des modes qui regardent la pensée
20. Des modes du plaisir et de la douleur
21. De la puissance
22. Des modes mixtes
23. De nos idées complexes des substances
24. Des idées collectives de substance
25. De la relation
26. De la cause et de l'effet, et de quelques autres relations
27. Ce que c'est qu'identité, et diversité
28. De quelques autres relations, et surtout des relations morales
29. Des idées claires et obscures, distinctes et confuses
30. Des idées réelles et chimériques
31. Des idées complètes et incomplètes
32. Des vraies et des fausses idées
33. De l'association des idées

Livre troisième : Des mots
1. Des mots ou du langage en général
2. De la signification des mots
3. Des termes généraux
4. Des noms des idées simples
5. Des noms ds modes mixtes, et des relations
6. Des noms des substances
7. Des particules
8. Des termes abstraits et concrets
9. De l'imperfection des mots
10. De l'abus des mots
11. Des remèdes qu'on peut apporter aux imperfections et aux abus dont on vient de parler

Livre quatrième : De la connaissance
1. De la connaissance en général
2. Des degrés de notre connaissance
3. De l'étendue de la connaissance humaine
4. De la réalité de notre connaissance
5. De la vérité en général
6. Des propositions universelles, de leur vérité, et de leur certitude
7. Des propositions qu'on nomme maximes ou axiomes
8. Des propositions frivoles
9. De la connaissance que nous avons de notre existence
10. De la connaissance que nous avons de l'existence de Dieu
11. De la connaissance que nous avons de l'existence des choses
12. Des moyens d'augmenter notre connaissance
13. Autres considérations sur notre connaissance
14. Du jugement
15. De la probabilité
16. Des degrés d'assentiment
17. De la raison
18. De la foi et de la raison, et de leurs bornes distinctes
19. De l'enthousiasme
20. De l'erreur
21. De la division des sciences

## Réaction, réponse et influence
Le point de vue empiriste de Locke a vivement été critiqué par les rationalistes. En 1704, Gottfried Wilhelm Leibniz lui a opposé le point de vue rationaliste dans les Nouveaux Essais sur l'entendement humain, où il le commente, et tente de le réfuter, chapitre par chapitre. En même temps, l'Essai sur l'entendement humain a fourni le fond crucial pour l’œuvre des futurs philosophes empiristes comme David Hume.

## Répercussions
Cet ouvrage a joué un rôle crucial dans la diffusion de la philosophie empiriste en France.

## Traductions
- Essai philosophique concernant l'entendement humain, traduction par Pierre Coste, Paris: Vrin, 1972. (Cette édition est un fac-similé de l'édition de 1755 [identique à l'éd. de 1742, elle-même quasi identique à celles de 1729 et de 1735], sous la responsabilité éditoriale d'Émilienne Naert.)
- Essai philosophique sur l'entendement humain: Livres I et II, traduction par Jean-Michel Vienne, Paris: Vrin, 2002.
- Essai philosophique sur l'entendement humain: Livres III et IV, traduction par Jean-Michel Vienne, Paris: Vrin, 2006.